# كيفن كوالسكي
كيفن كوالسكي (بالإنجليزية: Kevin Kowalski)‏ هو لاعب كرة قدم أمريكية أمريكي، ولد في 2 يناير 1989 في بيدفورد في الولايات المتحدة.

## وصلات خارجية
- كيفن كوالسكي على موقع مرجع كرة القدم المحترفة.كوم (الإنجليزية)